# Wakayama
Wakayama (Japonês: 和歌山県,, Wakayama-ken) é uma prefeitura do Japão na Península de Kii na região Kansai na ilha de Honshū. A capital é a cidade de Wakayama.

## Geografia

### Cidades
Em negrito, a capital da prefeitura.
- Arida
- Gobo
- Hashimoto
- Kainan
- Kinokawa
- Shingu
- Tanabe
- Wakayama

### Distritos
- Distrito de Arida
- Distrito de Hidaka
- Distrito de Higashimuro
- Distrito de Ito
- Distrito de Kaisou
- Distrito de Naga
- Distrito de Nishimuro